# L'Attaque du moulin (opéra)
Pour l’article homonyme, voir L'Attaque du moulin (nouvelle).
Personnages
- Françoise (soprano)
- Marcelline (mezzo-soprano)
- Geneviève (soprano)
- Dominique (ténor)
- Merlier (baryton)
- Le Capitaine ennemi (baryton)
- La Sentinelle ennemie (ténor)
- Le Tambour (basse)
- Un Jeune homme (baryton)
- Le Capitaine français (ténor)

L'Attaque du moulin est un opéra d'Alfred Bruneau, tiré de la nouvelle éponyme d'Émile Zola. Le livret est de Louis Gallet, avec la participation de Zola. L'œuvre a été créée le 23 novembre 1893 à l'Opéra-Comique de Paris sous la direction de Jules Danbé.

## Rôles
| Rôle                                |  | Première Direction : Jules Danbé |
| ----------------------------------- |  | -------------------------------- |
| Françoise, la fille de Merlier      |  | Georgette Leblanc.               |
| Geneviève                           |  | Jeanne Laisné                    |
| Marceline, la nourrice de Françoise |  | Marie Delna,                     |
| Dominique, le fiancé de Françoise   |  | Edmond Vergnet                   |
| Merlier, meunier                    |  | Max Bouvet                       |
| La Sentinelle ennemie               |  | Edmond Clément                   |
| Le Capitaine français               |  | E.Thomas                         |
| Un jeune homme                      |  | Henri Artus                      |
| Le Capitaine ennemi                 |  | Mondaud                          |
| Le sergent                          |  | Ragneau                          |
| Le tambour                          |  | Hippolyte Belhomme               |

## Argument
L'action se situe pendant la guerre franco-prussienne de 1870, dans le village fictif de Rocreuse. Le scénario a été modifié par rapport à la nouvelle de Zola. Un nouveau personnage est introduit : Marcelline, vieille servante maudissant la guerre qui lui a pris ses deux fils. Pour ne pas représenter des prussiens sur la scène, l'action est située en 1793. Au dénouement, seul le père Merlier trouve la mort.

## Réception
L'opéra a été représenté 39 fois  L'Opéra-Comique, avant d'être jouée en province et à l'étranger. Le livret parut chez Charpentier le lendemain de la Première.